# Campionato del mondo sportprototipi 1990
Il Campionato del mondo sportprototipi 1990 (en. World Sports-Prototype Championship 1990), è stata la 19ª edizione del Campionato del mondo sportprototipi.

## Risultati
| Nº | Data         | Gara                   | Costruttore vincitore | Piloti vincitori                 | Resoconto |
| -- | ------------ | ---------------------- | --------------------- | -------------------------------- | --------- |
| 1  | 8 aprile     | 480 km di Suzuka       | Mercedes              | Jean-Louis Schlesser Mauro Baldi | Resoconto |
| 2  | 29 aprile    | 480 km di Monza        | Mercedes              | Jean-Louis Schlesser Mauro Baldi | Resoconto |
| 3  | 20 maggio    | 480 km di Silverstone  | Jaguar                | Martin Brundle Alain Ferté       | Resoconto |
| 4  | 3 giugno     | 480 km di Spa          | Mercedes              | Jochen Mass Karl Wendlinger      | Resoconto |
| 5  | 22 luglio    | 480 km di Digione      | Mercedes              | Jean-Louis Schlesser Mauro Baldi | Resoconto |
| 6  | 18 agosto    | 480 km del Nürburgring | Mercedes              | Jean-Louis Schlesser Mauro Baldi | Resoconto |
| 7  | 2 settembre  | 480 km di Donington    | Mercedes              | Jean-Louis Schlesser Mauro Baldi | Resoconto |
| 8  | 23 settembre | 480 km di Montreal     | Mercedes              | Jean-Louis Schlesser Mauro Baldi | Resoconto |
| 9  | 7 ottobre    | 480 km del Mexico      | Mercedes              | Jochen Mass Michael Schumacher   | Resoconto |

## Classifiche

### Campionato mondiale mondiale piloti
Note Sono indicati solo i primi 10 piloti classificati su un totale di 36.
| Pos | Pilota               | Costruttore | Totale |
| --- | -------------------- | ----------- | ------ |
| 1   | Jean-Louis Schlesser | Mercedes    | 49,5   |
| 1   | Mauro Baldi          | Mercedes    | 49,5   |
| 3   | Jochen Mass          | Mercedes    | 48     |
| 4   | Andy Wallace         | Jaguar      | 25     |
| 5   | Michael Schumacher   | Mercedes    | 21     |
| 5   | Karl Wendlinger      | Mercedes    | 21     |
| 7   | Jan Lammers          | Jaguar      | 21     |
| 8   | Martin Brundle       | Jaguar      | 19     |
| 9   | Julian Bailey        | Nissan      | 18     |
| 10  | Mark Blundell        | Nissan      | 16     |

### Campionato mondiale squadre
Note Sono indicate solo le prime 3 squadre su 9 classificate.
| Pos | Squadra                          | Totale |
| --- | -------------------------------- | ------ |
| 1   | Sauber Mercedes                  | 67,5   |
| 2   | Silk Cut Jaguar                  | 30     |
| 3   | Nissan Motorsports International | 26     |